# Omar Daley
Omar Daley (Kingston, 25 aprile 1981) è un ex calciatore giamaicano, centrocampista.

## Carriera

### Nazionale
Ha partecipato ai Mondiali Under-20 del 2001 ed a tre edizioni della CONCACAF Gold Cup.

## Palmarès

### Club

#### Competizioni internazionali
- Campionato per club CFU: 1

Portmore United: 2005